# Nephodia differens
Nephodia differens là một loài bướm đêm trong họ Geometridae.